# 恋の炎 (Hilcrhymeの曲)
「恋の炎」（こいのほのお）は、日本のヒップホップユニット・Hilcrhymeの通算21枚目のシングル。2017年10月18日にユニバーサルJから発売された。

## 概要
前作から約1年ぶりとなるシングル。また過去最多の収録曲となっており、表題曲に加えカップリングが2曲それにinstrumentalが3曲、計6曲が収録されている。
また、初回限定盤DVDには表題曲の恋の炎のMVと同年行われた Hilcrhyme TOUR 2017 "SIDE BY SIDE"の東京公演のライブ映像が21曲収録されている。
ラテン系のパーティーチューンである。歌詞には様々な酒の名称が入っており、ジン、ウォッカ、ワイン、シャンパン、ビール、ブランデー、ラム、テキーラが登場する。
PVには、AV女優の由愛可奈が出演している。

## 収録曲

### CD

#### 初回限定盤・通常盤
- 全作詞：TOC 作曲：Hilcrhyme

1. 恋の炎
2. アフターストーリー
  - 映画『春夏秋冬物語』主題歌
  - TOKYO MXドラマ『今夜もLL♡ (LIVE&LOVE)』主題歌
3. Magic Time
  - 「夏祭り in サンリオピューロランド」タイアップソング
4. 恋の炎 -Original Instrumental-
5. アフターストーリー -Original Instrumental-
6. Magic Time -Original Instrumental-

### DVD

#### 初回限定盤
1. 「恋の炎」–Music Video-
2. Hilcrhyme TOUR 2017 “SIDE BY SIDE”東京公演ライブ映像